# Jezioro Bukowieckie
Jezioro Bukowieckie (dawniej Borowy Młyn) – jezioro w zachodniej Polsce w województwie lubuskim, położone ok. 4 km na południe od Międzyrzecza. Przez jezioro przepływa Paklica, lewy dopływ Obry. Akwen na dobrze rozwiniętą linię brzegową, brzegi bagniste, trudno dostępne, otoczone lasami. Nad jeziorem, obok ujścia Paklicy znajduje się niewielka osada Skoki. Przez wąski kanał zbiornik połączony jest z jeziorem Wyszanowo.

## Dane hydrograficzne
Powierzchnia zwierciadła wody według różnych źródeł wynosi od 82,5 ha przez 97,5 ha do 103,3 ha.
Zwierciadło wody położone jest na wysokości 58,5 m n.p.m. lub 58,8 m n.p.m.. Średnia głębokość jeziora wynosi 1,9 m, natomiast głębokość maksymalna 3,6 m.
W oparciu o badania przeprowadzone w 1996 roku wody jeziora zaliczono do II klasy czystości.

## Historia
Jezioro Bukowieckie powstało przez spiętrzenie wód Paklicy dla zbudowanego w Skokach młyna, wzmiankowane w XVI w. jako własność królewska. Znajdował się tutaj Borowy Młyn, który pracował na potrzeby zamku międzyrzeckiego i posiadał dwa koła młyńskie.
1 marca 1761 roku doszło do przerwania grobli i wezbrana rzeka zalała niżej położone tereny Międzyrzecza.
Nazwę Jezioro Bukowieckie wprowadzono urzędowo w 1949 roku, zastępując poprzednią niemiecką nazwę jeziora – Bauchwitzer See.